# Verwandte sind auch Menschen
Verwandte sind auch Menschen ist eine Filmkomödie aus dem Jahr 1940. Der Film basiert auf einem Theaterstück von Erich Kästner und Eberhard Kaindorf. Regie führte Hans Deppe, das Drehbuch lieferte Wilhelm Georg Krause.

## Handlung
Nachdem der Millionär Ambrosius Brown zum fünften Mal in Chicago überfallen und jedes Mal gerettet wurde, fährt er zusammen mit seinem Freund Drops und seinem Diener Washington in seine alte Heimat Mecklenburg. Dort wird er nach einem Yachtunfall fälschlicherweise für tot erklärt.
Während seine Yacht in Bremen repariert wird und Brown in aller Ruhe angelt, stürzen sich seine Verwandten gierig auf das vermeintliche Erbe. Kurzerhand denkt sich der Millionär einen Streich aus: Um seinen Verwandten eine Lektion zu erteilen, schlüpft Brown in die Rolle seines Dieners Washington, der sich als Gärtner ausgibt.
Alle Verwandten werden nach Mecklenburg eingeladen, damit sein Freund Drops, als angeblicher Testamentsvollstrecker, das Testament des vermeintlich verstorbenen Brown eröffnen kann.
Die Familie versammelt sich erwartungsvoll, doch statt eines Erbes sorgt Tante Paula mit einer Enthüllung für Aufsehen: Sie erklärt, dass ihre Pflegetochter Grete in Wirklichkeit eine uneheliche Tochter des Millionärs Brown ist.
Daraufhin gibt sich Ambrosius Brown zu erkennen. Die Verwandten sind empört und wenden sich von ihm ab. Doch kurz vor der Abreise versöhnt sich die Familie mit ihm, und der Familienfrieden ist schließlich gerettet.

## Hintergrund
Entstanden ist das gleichnamige Theaterstück 1936/37. Geschrieben wurde es von dem Theaterschauspieler und Drehbuchautor Eberhard Keindorff zusammen mit dem im Dritten Reich unter Publikationsverbot stehenden Erich Kästner unter dem Pseudonym Eberhard Foerster. Zusammen schrieben sie vier Theaterstücke (Die Frau nach Maß, Das Goldene Dach, Seine Majestät Gustav Krause).
Seine Erstaufführung fand der im August bis September 1939 gedrehte Film am 11. April 1940 im Berliner Kino Capitol. Die Produktionsleitung übernahm Robert Wuellner, die Filmbauten entwarf Gustav A. Knauer.
1973 drehte Wolfgang Liebeneiner für das ZDF eine Neuverfilmung mit Claus Biederstaedt und Karin Hübner.

## Kritik
Filmhistoriker Ingo Tornow schreibt in seinem 1998 veröffentlichten Buch Erich Kästner und der Film: „Am witzigsten und elegantesten ist meines Erachtens das erste der Stücke Verwandte sind auch Menschen […] Willi Krause […]  hat die Vorlage weitgehend verändert und ihr damit Wesentliches genommen.“
Der Literaturwissenschaftler Sven Hanuschek schreibt in seiner Kästner-Biografie Keiner blickt dir hinter das Gesicht über den Film: „[…] leider nur in sehr groben Zügen. Sein Drehbuchautor Peter Hagen hat neue und enorm plumpe Dialoge geschrieben; die Verwandten sind diesmal tatsächlich widerlich; einzig  sympathisch ist dem Millionär (außer den Zander-Kindern) die Ziehtochter von Tante Paula […]“